# Francine Niyomukunzi
Francine Niyomukunzi (* 1. August 1999 in der Provinz Bururi) ist eine burundische Leichtathletin, die sich auf den Langstreckenlauf spezialisiert hat.

## Sportliche Laufbahn
Erste Erfahrungen bei internationalen Meisterschaften sammelte Francine Niyomukunzi im Jahr 2015, als sie bei den Jugendweltmeisterschaften in Réduit in 4:31,94 min den achten Platz im 1500-Meter-Lauf gewann. Bei den Crosslauf-Weltmeisterschaften 2017 in Kampala wurde sie nach 20:44 min 20. im U20-Rennen bei den Crosslauf-Weltmeisterschaften 2019 in Aarhus nach 40:51 min 74. im Einzelrennen. Bei den Halbmarathon-Weltmeisterschaften 2020 in Gdynia gelangte sie nach 1:11:50 h auf Rang 46 und 2021 siegte sie in 22:39 min beim Cross Internacional Zornoza. 2023 siegte sie in 17:41 min beim Cross della Vallagarina und im August gelangte sie bei den Weltmeisterschaften in Budapest mit 15:15,01 min im Finale auf Rang 15 im 5000-Meter-Lauf. Im Oktober lief sie bei den Straßenlauf-Weltmeisterschaften in Riga nach 15:23 min auf dem neunten Platz über 5 km ein. 2024 siegte sie in 19:42 min beim Campaccio sowie in 17:35 min beim Cross della Vallagarina. Im März belegte sie bei den Afrikaspielen in Accra in 15:33,17 min den fünften Platz über 5000 Meter. Im August gelangte sie bei den Olympischen Sommerspielen in Paris mit 15:22,40 min im Finale auf Rang 16 über 5000 Meter und wurde über 10.000 Meter in 31:17,02 min 14. Im Oktober siegte sie in 30:07 min beim Cross Internacional Zornoza.

## Persönliche Bestzeiten
- 1500 Meter: 4:09,60 min, 21. September 2024 in Modena (burundischer Rekord)
- 3000 Meter: 8:44,18 min, 2. September 2023 in Xiamen
- 2 Meilen: 9:55,33 min, 23. April 2022 in Mailand
- 5000 Meter: 14:42,77 min, 6. Juli 2024 in Maisons-Laffitte
- 10.000 Meter: 31:17,02 min, 9. August 2024 in Paris
- 5-km-Straßenlauf: 15:23 min, 1. Oktober 2023 in Riga (burundischer Rekord)
- 10-km-Straßenlauf: 30:42 min, 14. Januar 2024 in Valencia (burundischer Rekord)
- Halbmarathon: 1:08:21 h, 12. Dezember 2021 in Tivat (burundischer Rekord)